# Batalla de La Palma
La batalla de La Palma fue un decisivo enfrentamiento militar librado en Miraflores, Lima, Perú, en el marco de la revolución Liberal de 1854. Ocurrió el 5 de enero de 1855. Enfrentó a las fuerzas revolucionarias o libertadoras del general Ramón Castilla y las fuerzas gobiernistas o constitucionales del presidente José Rufino Echenique. Triunfaron las primeras, y Echenique tuvo que dimitir y partir al extranjero, mientras que Castilla tomó el poder de manera provisoria, apoyado por los liberales. 

## Contexto

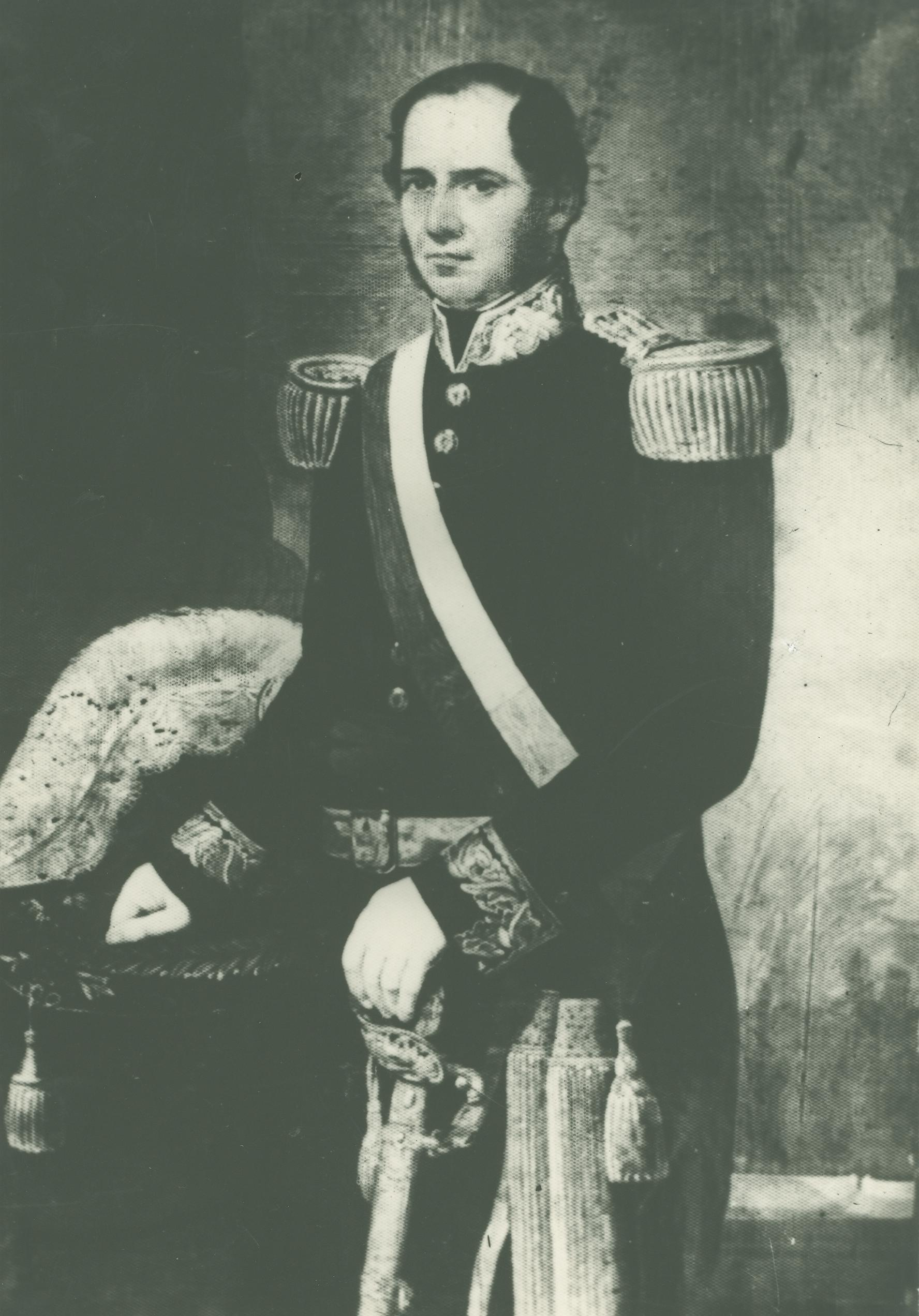
José Rufino Echenique.

Tras un primer mandato de seis años en que fue capaz de estabilizar el país, el general Castilla dejó el gobierno  en 1851. Sin embargo, rápidamente acabó enfrentado a su sucesor por las políticas implementadas y los casos de corrupción que estallaron. Siendo presidente del Perú José Rufino Echenique, el general Ramón Castilla encabezó una revolución en Arequipa, siendo proclamado Jefe Supremo por los departamentos del sur. El motivo de la revolución fue la mala aplicación de la Ley de Consolidación de la Deuda Interna que originó la corrupción y despilfarro fiscal bajo el gobierno de Echenique. Durante la insurrección Castilla decretó el fin del tributo de los indígenas en Ayacucho (5 de julio de 1854) y la abolición de la esclavitud en Huancayo (3 de diciembre) para ganarse el apoyo de los sectores populares.
Dueño del sur, Castilla organizó su campaña para llegar a la capital de la República, lo que sucedió el 24 de diciembre de 1854 por la zona de Manchay (a 9 leguas al sur de Lima), al mando de su ejército, sin ser molestado. El 28, avanzó valle abajo hasta ubicarse cerca del pueblo de Miraflores. Su intento era avanzar hasta el Callao para apoderarse del puerto y de sus provisiones. Pero se encontró con que Echenique le cerraba el paso, pues se hallaba concentrado en la huaca Juliana.

## Fuerzas de Echenique
Al comienzo Echenique creyó que Castilla iba hacia Lurín y colocó su ejército desde Monterrico Chico hasta el camino principal de Lima a Lurín. Pero al tomar prisionero a un soldado enemigo, se enteró de la verdadera posición y optó por esta ubicación:
- Extremo derecho de la línea: la Huaca Juliana. Esta por su elevación, tiene la ventaja de dominar el camino de Lima a Lurín y el paso del sur al Callao por el lado del mar.
- Extremo izquierdo: pequeña huaca frente al fundo Surquillo (se puede ver al este de la extinguida estación del tranvía[5]).

La línea de unión era casi recta y estaba formada por tapias y cercos. La ubicación de las tropas se hizo de esta manera:
- En la huaca Juliana, 14 piezas de artillería y el batallón Pichincha N.º 1. A retaguardia de la huaca el regimiento Húsares de Junín.
- En la huaca de la izquierda, 3 piezas de artillería y el batallón N.º 2. Adelante la línea de infantería.
- En el centro los batallones N.º 7, 5, 6, 3, 4, 8, 9 y 2, en este orden de derecha a izquierda. El batallón N.º 7 estaba reforzado por detrás con 3 piezas de artillería.
- En los extremos de la línea y cerrando el paso, la caballería ligera (contra montoneros).
- En una segunda línea, la reserva; y el resto de la caballería se hallaba en San Borja.

El Cuartel General, en Limatambo.

## Fuerzas de Castilla
Como ya dijimos, Castilla tuvo que desistir de su intento de avanzar sobre el Callao. Entonces juzgó conveniente como medida de prudencia, atrincherarse por el momento ante la perspectiva de un posible ataque. Esta fue su situación:
- Una línea oblicua cóncava de noroeste (NW) a sureste (SE).
- Extrema derecha: camino directo de Miraflores a Surco.
- Extrema izquierda: pueblo de Miraflores.
- El centro estaba cubierto por tapias organizadas de momento.

Distribución de las tropas: 
- Extremo derecho, un batallón de línea; a la izquierda 10 piezas de artillería.
- Extremo izquierdo, defendía Miraflores un batallón compuesto por los Sagrados Invencibles, coraceros, flanqueadores y escuadrón ligero y 6 piezas de artillería.
- Al centro, 9 batallones de línea.
- A la retaguardia, en dirección a Chorrillos, la reserva formada por dos divisiones encuadradas por dos piezas de artillería al centro de la línea. La caballería a derecha e izquierda completaba la reserva.

En esta posición frente a frente permanecieron los ejércitos hasta el 4 de enero de 1855. Mientras tanto Castilla conocía la posición y las fuerzas del enemigo e intentaba cortar las represas de agua que este mantenía en su poder como táctica contra el enemigo.
Estos reconocimientos dieron lugar a pequeños encuentros en los cuales los libertadores (los de Castilla), eran abaleados por las baterías de las huacas y por los fuegos de la escuadra que estaba en Chorrillos. El más importante de estos encuentros, fue el del 2 de enero de 1855, cuando los constitucionales (los de Echenique), intentaron apoderarse del pueblo de Miraflores, siendo rechazados por la enérgica resistencia de los libertadores.
Castilla llegó al convencimiento de que su situación no era favorable para dar una batalla, así es que, después de un reconocimiento por los alrededores, escogió los terrenos de la hacienda La Palma.
El 4 de enero, por la noche, dando una prueba de su viveza criolla, ordenó Castilla el traslado de posición, pero advirtiendo a los soldados que dejaran sus morriones y otras prendas de cabeza sobre las tapias que hasta entonces ocupaban.
La línea de deslizó hacia la derecha y tomó un centro de ubicación y apoyo en la hacienda La Palma. Así conseguía concentrar sus fuerzas a la vez que las alejaba del peligroso fuego de la escuadra. Su táctica era arrancar a Echenique de la huaca Juliana haciéndole comprender que efectuaba un avance sobre Lima, por la pampa de San Borja. Entonces podía contar con campo suficiente para desplegar sus fuerzas al lanzar una ofensiva, así como también un punto de resistencia en caso necesario.

## La batalla

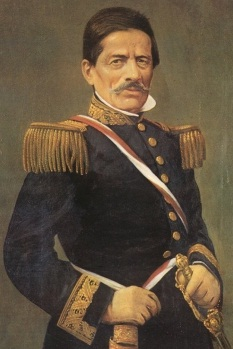
Ramón Castilla.

En la mañana del día 5 de enero, el ejército constitucional se decidió lanzar el ataque. Viendo que no respondía el enemigo, creyó que este se retiraba. El general Juan Antonio Pezet, al mando de la vanguardia, se lanzó sobre Miraflores para salir de dudas y en vista que no había nadie, enrumbó a Chorrillos en busca de los libertadores. En el camino tropezó con una división de Castilla que iba a unírsele a La Palma y tomó algunos prisioneros. Corrigió entonces su marcha en dirección a dicha hacienda. Fue atacado por el general San Román y obligado a dividir sus fuerzas. Al llegar al estanque de la hacienda, fue detenido por la artillería que estaba allí emplazada. En ese momento el general Pedro Cisneros lanzó un ataque contra el centro de la línea de Castilla, uno de cuyos batallones se desorganizó y huyó, pero Castilla, previsor, ordenó cubrir el hueco con la Primera División de la Reserva, formada por el batallón “7 de Enero” y el batallón “Cusco”, mandados por el coronel Domingo Gamio y el coronel Bustamante respectivamente, quienes empeñados primero en un tiroteo, cargaron a la bayoneta después y dispersaron el centro enemigo.
Mientras tanto, la derecha de Castilla era atacada por el general Deustua, quien después de una intensa lucha, cayó gravemente herido y el ataque se debilitó. Aprovechó de la circunstancia el coronel Segura de los libertadores, y cargó con su división. Los constitucionales hicieron entrar a la Reserva al mando de los generales Guarda, Mendiburu y Lopera y atacaron al general San Román por la derecha, iniciando un movimiento envolvente. Durante dos horas lucharon con ardor; consumidas las municiones, los libertadores se lanzaron al asalto a la bayoneta y sus adversarios comenzaron a ceder. 
La caballería de Echenique trató de impedir la derrota y atacó a la izquierda, pero la caballería de Castilla, al mando del coronel Alvízuri, se puso en acción y atacó al enemigo por el flanco. Comenzó entonces la retirada de las fuerzas echeniquistas, que fueron perseguidos por los de Castilla, hasta quedar deshechas.

En esta batalla, parte de una guerra civil, en que se lucharon por la justicia nacional, triunfó quien enarbolaba el estandarte de la libertad nacional contra la dominación de intereses particulares. La victoria se debió a la serenidad y oportunidad del jefe, Castilla, y a la disciplina y arrojo de sus tropas.

Pese a contar con una caballería y una artillería superior, Echenique quedó completamente derrotado. Esta derrota se debió, en primer término, a la dispersión de la división que comandaba Pezet, ante lo cual nada pudieron hacer el resto de las fuerzas echeniquistas al mando de los generales Guarda, Cisneros y Deustua; este último murió en la lucha.
En La Palma murieron unos mil soldados. Se dijo que las bajas de Castilla fueron el doble de las de su adversario.

## Consecuencias
Al día siguiente se desató la violencia y pánico en Lima. Una turba asaltó las casas de los “consolidados” o beneficiarios del escándalo de la consolidación. También fueron saqueados Palacio de Gobierno y la casa particular de Echenique. Los vencedores entraron en medio de ruidosas aclamaciones. Echenique se refugió en casa del encargado de negocios del gobierno británico y salió al destierro, con dirección a los Estados Unidos.
Se instaló en Lima un gobierno provisional denominado “gobierno de la moralidad”, con Castilla como Presidente y los liberales Pedro Gálvez Egúsquiza, Manuel Toribio Ureta y Domingo Elías como ministros, más el general San Román que ocupó el ministerio de Guerra.